# Namasengi mockeae
Namasengi mockeae è un mammifero insettivoro estinto, appartenente ai macroscelidi. Visse nell'Eocene medio/superiore (circa 40-38 milioni di anni fa) e i suoi resti fossili sono stati ritrovati in Africa.

## Descrizione
Questo piccolo animale doveva essere piuttosto simile agli attuali sengi dei generi Elephantulus e Macroscelides; le dimensioni dovevano essere leggermente minori e doveva raggiungere una lunghezza di circa 15 centimetri. Al contrario di questi ultimi, tuttavia, Namasengi non possedeva alcuna apertura sul palato, ma aveva ancora i terzi molari superiori e inferiori. Differiva dal genere attuale Rhynchocyon per il processo coronoide della mandibola, ben più scosceso; le dimensioni rispetto a Rhynchocyon, inoltre, erano molto minori. Namasengi era caratterizzato anche da molari superiori dotati di paraconide e metaconide poco sviluppati, mentre lo smalto era spesso. In generale, la dentatura posteriore era brachidonte. Il quarto premolare superiore era pienamente molarizzato, mentre il terzo premolare superiore lo era solo parzialmente; i premolari anteriori, tuttavia, erano compressi lateralmente e utili a un'azione tagliente.

## Classificazione
Namasengi mockeae venne descritto per la prima volta nel 2021 sulla base di resti fossili ritrovati in Namibia, nella zona di Sperrgebiet, in un complesso tufaceo risalente al Bartoniano-Priaboniano noto come "Eocliff ("dirupi dell'Eocene"). 
Namasengi è considerato uno dei membri più antichi della famiglia Macroscelididae, un gruppo di toporagni elefante attualmente rappresentata vari generi. Secondo gli autori della prima descrizione, Namasengi possedeva caratteristiche distintive sufficienti a classificarlo in una sottofamiglia a sé stante (Namasenginae).

## Paleoecologia
La particolare dentatura di Namasengi indica che questo piccolo animale doveva nutrirsi di piccole prede con corazze chitinose, come gli scarabei. 